# Ouratea cocleensis
Ouratea cocleensis là một loài thực vật thuộc họ Ochnaceae. Loài này có ở Costa Rica và Panama. Chúng hiện đang bị đe dọa vì mất môi trường sống.